# Fosfatazione
La fosfatazione è un processo chimico mediante il quale si altera la superficie di un materiale metallico, creando dei cristalli fosfatici legati chimicamente al substrato col fine di sfruttare le proprietà di questi composti per migliorare la resistenza alla corrosione e favorire l'adesione della successiva verniciatura.
La fosfatazione è un procedimento di comune utilizzo per ferro e leghe ferrose; è il trattamento di preparazione per la verniciatura della lamiera di acciaio universalmente adottato nell'industria automobilistica, in quanto indispensabile per conseguire le altissime caratteristiche di resistenza alla corrosione richieste alle scocche.
Il trattamento di fosfatazione sfrutta soluzioni di fosfato (fosfati di zinco, ferro, manganese, fosfati di nichel), per ricoprire la superficie con uno strato cristallino protettivo (spessore 5 - 10 µm) di fosfato che conferisce elevata resistenza alla corrosione e migliora l'adesione del successivo strato di vernice grazie all'aumento della microrugosità superficiale. Lo strato ottenuto deve essere uniforme, compatto e composto da cristalli di piccole dimensioni.
Il processo si effettua in impianti a spruzzo o immersione, normalmente integrati con quelli di sgrassaggio. Il sistema a immersione fornisce risultati superiori non solo in quanto è efficace anche in zone poco accessibili (scatolati, ecc.), ma anche perché lo strato ha caratteristiche diverse (cristalli rotondeggianti anziché aghiformi).

## Esempio di fosfatazione industriale
Un tipico esempio di ciclo di sgrassaggio e fosfatazione per carrozzeria auto è il seguente:
- Eventuale disossidazione manuale a temperatura ambiente
- Primo presgrassaggio a spruzzo	          30 s a 60 °C
- Secondo presgrassaggio a spruzzo	  60 s a	         60 °C
- Sgrassaggio spruzzo/immersione/spruzzo 30 /240 /30 s a	 60 °C - pH 11-12
- Lavaggio spruzzo/immersione/spruzzo	  30/60 /30 s	 a temp. ambiente
- Attivazione spruzzo/immersione/spruzzo 30 /60 /30 s a	 temp. ambiente  - pH 9-10
- Fosfatazione immersione/spruzzo 180 /30 s	  a 52 °C - pH 2-3
- Lavaggio spruzzo/immersione/spruzzo 30 /60 /30 s a temp. ambiente
- Passivazione spruzzo/immersione/spruzzo 30 /60 /30 s a temp. ambiente - pH 8-9
- Lavaggio H2O demi spruzzo/immersione/spruzzo 30 /60 /30 sec a temp. ambiente
- Risciacquo H2O demi 	2 - 3 rampe a	temp. ambiente
- Essiccazione 15 minuti a 140 °C - 160 °C (eventuale), dipende dal processo di verniciatura successivo (es. Cataforesi e/o verniciatura a polveri)

Il pezzo, a fine trattamento, deve essere rivestito da uno strato grigio uniforme, esente da striature, ossido, macchie gialle o blu, chiazze di untuosità.
Come si vede il ciclo è assai complesso, richiedendo, oltre allo sgrassaggio e alla fosfatazione propriamente detta, diversi altri stadi di risciacquo, attivazione (promuove una distribuzione regolare dei cristalli) e passivazione (elimina eventuali cristalli di tipo diverso dal previsto che causerebbero il distacco della vernice in ambiente umido). Il risciacquo finale è in acqua demineralizzata, per evitare depositi di calcare o altri sali. Sono inoltre presenti rampe supplementari nelle interzone tra i vari stadi, per evitare asciugature e possibili conseguenti ossidazioni.
L'impianto di sgrassaggio-fosfatazione è assai complesso e richiede, oltre a notevoli investimenti per la realizzazione e spese per prodotti chimici, acqua, energia, una accurata conduzione, con frequenti analisi dei bagni e conseguenti ripristini, eliminazione dei fanghi che si creano nella vasca di fosfatazione e in quelle di sgrassaggio, manutenzione degli stadi a spruzzo; il risultato in termini di resistenza alla corrosione è però il massimo oggi ottenibile.
Quando siano sufficienti risultati più modesti, ad esempio per leghe leggere o parti in acciaio da impiegare in interni, si ricorre a fosfatazioni a sali di ferro non cristallini (amorfi), che richiedono solo tre-quattro stadi (fosfosgrassaggio).

## Fosfatazione organica
Un particolare sistema di fosfatazione è la cosiddetta fosfatazione organica.
Tale processo prevede che in una miscela di solventi organici o fluidi organici altobollenti vengano disciolti una particolare miscela di polimeri organici ed una piccola quantità di acido fosforico.
I solventi (o i fluidi organici) rimuovono i contaminanti oleosi e le impurità solide dai substrati metallici, mentre l'acido fosforico attacca il metallo stesso. 
Nella fase di essiccazione (ad aria o in appositi forni di asciugatura) il polimero organico reticola rivestendo il substrato metallico uniformemente e rimane legato al substrato metallico reagendo con i fosfati metallici precedentemente creati.
La particolarità di tale processo è che i contaminanti oleosi restano "intrappolati" nel polifosfato organico creato, senza quindi i problemi correlati di scarichi o smaltimenti.
Il processo è quindi monostadio ed opera interamente a freddo.
Questo processo non può certamente garantire la qualità né le prestazioni delle fosfatazioni multistadio con passivazioni, ma è una valida alternativa ai cosiddetti fosfo-sgrassaggi.